# Johann Wilhelm von Efferen

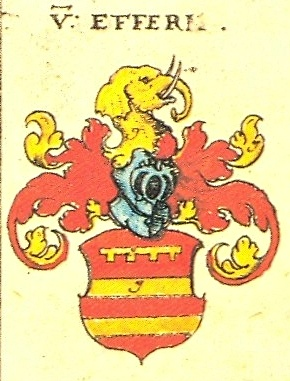
Wappen der Adelsfamilie von Efferen

Johann Wilhelm von Efferen, öfter auch Effern, (* im 17. Jahrhundert; † 9. August 1724 in Heidelberg) war ein adeliger Offizier im Dienste der Kurpfalz.

## Herkunft und Familie
Er entstammte der weit verzweigten niederrheinischen Adelsfamilie von Efferen, aus der auch der Wormser Bischof Wilhelm von Efferen († 1616) hervorging und die ihrerseits eine Linie des uralten Kölner Patriziergeschlechtes der Overstolzen bildete. Laut genealogischen Aufzeichnungen war er der Sohn des Johann Adam Heinrich von Efferen und seiner Gattin Anna Agnes Johanna geb. von Norprath. Die Familienlinie nannte sich mit voller Bezeichnung Freiherren von Efferen genannt von Hall zum Busch. Sein mütterlicher Großvater war Generalleutnant Johann von Norprath († 1657), der väterliche Großvater Oberst Adolf Dietrich von Efferen († 1631). Schon Johann von Norprath stand in Diensten des Wittelsbacher Hauszweiges Pfalz-Neuburg, der ab 1685 die Regierung der Kurpfalz übernahm.
Johann Wilhelms Schwester Catharina Elisabeth Loysae von Efferen wurde Prämonstratenserin im Kloster Füssenich, beider Cousin Franz Friedrich von Norprath diente als kurpfälzischer Generalmajor und starb 1727, als Militärkommandant von Düsseldorf.
Johann Wilhelm von Efferen heiratete um 1690 Maria Anna Franziska geb. von Spee, Tochter des kurpfälzischen Kammerpräsidenten bzw. Hofmarschalls Friedrich Christian von Spee (1620–1695), Halbschwester des Generals Degenhard Bertram von Spee (1681–1736) und Enkelin des bergischen Obersthofmeisters Johann Bertram von Scheid genannt Weschpfennig, dem Erzieher des späteren Pfälzer Kurfürsten Philipp Wilhelm.
Das Ehepaar hatte zwei Söhne, die ebenfalls in die Kurpfälzer Armee eintraten, aber bei seinem eigenen Tod bereits verstorben waren. Ansonsten gab es keine Nachkommen.

## Leben und Wirken
Efferen schlug die militärische Laufbahn ein. Als Obristleutnant im Pfälzischen Leibregiment zu Pferde vermittelte er 1697 den Übertritt von vier Dragonerkompanien zu je 80 Köpfen, aus dem Heer des Markgrafen Christian Ernst von Bayreuth in die kurpfälzer Armee. Im gleichen Jahr ernannte ihn Kurfürst Johann Wilhelm zum Oberamtmann in Heidelberg, welche Stellung er neben seinem Militärberuf bis zum Lebensende beibehielt. Um 1700 befand sich Johann Wilhelm von Efferen im Generalstab. 1703 war er Generalmajor, befehligte das Leibregiment zu Pferde und fungierte als Generalinspekteur der kurpfälzischen Kavallerie; 1705 wird er als Generalleutnant genannt.
Im Spanischen Erbfolgekrieg verteidigte Efferen als Kommandant die spanische Stadt Tortosa,  musste aber schließlich am 11. Juli 1708, nach hartem Kampf, gegen eine 10-fache Übermacht kapitulieren. Während der Belagerung von Aire-sur-la-Lys wurde er 1710 beim Sturm auf eine Redoute verwundet.
Unter Kurfürst Karl Philipp war Johann Wilhelm von Efferen der dienstälteste Generalleutnant, der im Kriegsfalle den Oberbefehl der Armee übernehmen sollte. 1721 heißt es, er sei „mit beständiger Leibesschwachheit behaftet“. Er starb am 9. August 1724, zu Heidelberg und wurde in der dortigen Kapuzinerkirche beigesetzt, wo vermutlich auch seine 1725 verstorbene Frau ihre Ruhestätte fand.

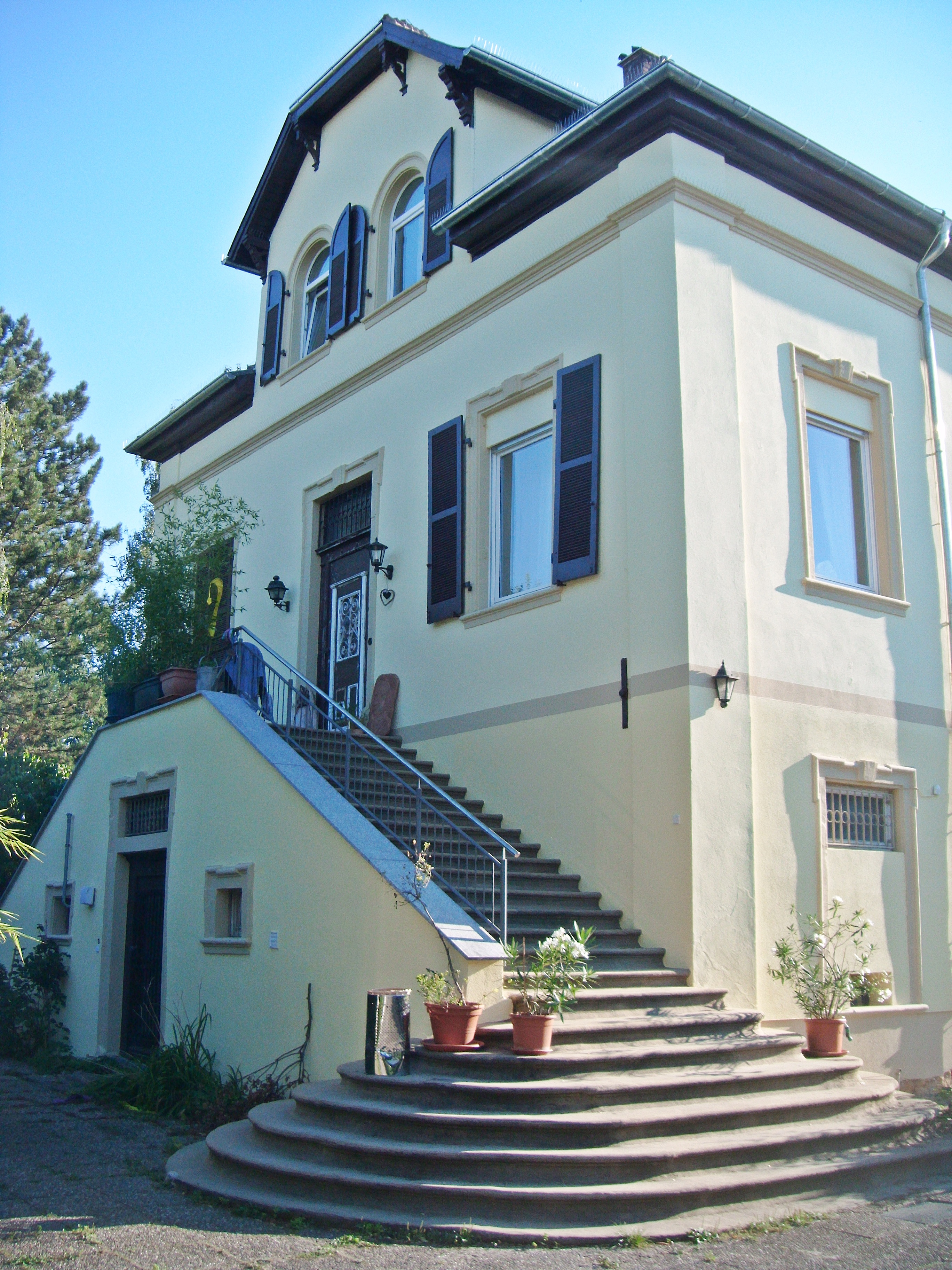
Das von General Efferen erbaute Jagdschloss Lambsheim

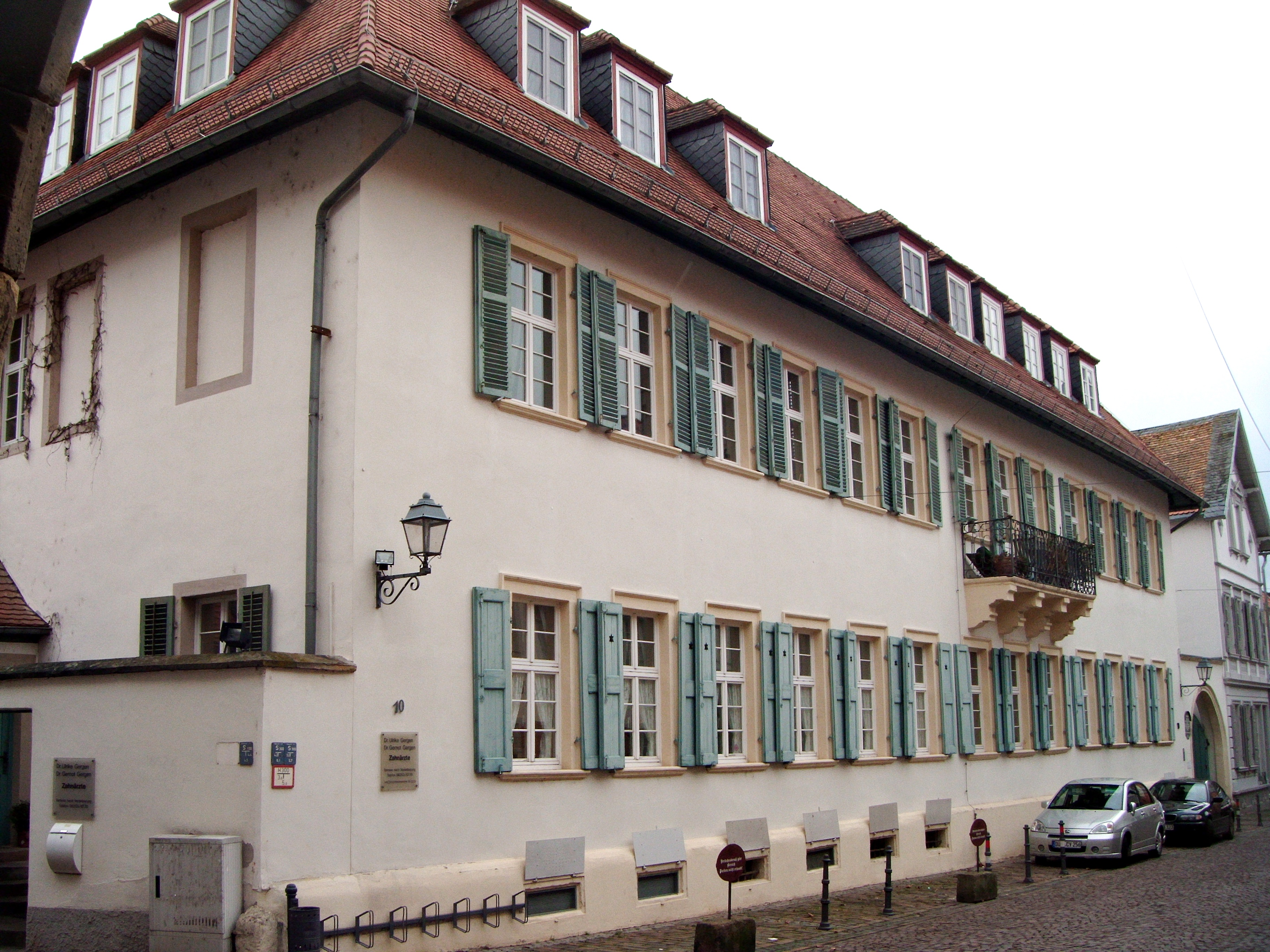
Freinsheim, Schlossgut Retzerhaus, vererbt an die Kölner Karmelitinnen

## Besitztümer und Stiftungen
Um 1702 kaufte General Efferen in Lambsheim die Liegenschaften der ausgestorbenen Herren von Meckenheim, nämlich das  Meckenheimersche Schloss und den sogenannten Weihergarten, ein Gartengelände südlich des Dorfes. Hier erbaute er 1706 als Landsitz das noch existente Jagdschloss Lambsheim. 1712 folgte der Erwerb des Jungkennschen Gutes in Freinsheim, mit dem heutigen  Retzerhaus (Herrenstraße 10) als Adelssitz.
Die Eheleute von Efferen waren beide gläubige Katholiken und hatten einen eigenen Hauskaplan. In Lambsheim dotierten sie die sogenannte „Efferen-Stiftung“, 700 Gulden zugunsten der katholischen Pfarrei.
Das Freinsheimer Adelsgut schenkten sie 1724 dem Kölner Karmelitinnenkloster St. Maria in der Kupfergasse, damit man einen Filialkonvent in Heidelberg errichten könne; zusätzlich sollten mit dem Besitz Kosten und Mitgift zum Eintritt von 4 armen Novizinnen gedeckt werden. Hintergrund der Schenkung an das weit entfernte Kölner Kloster war die Tatsache, dass dort seit 1713 Prinzessin Maria Anna von Pfalz-Sulzbach (1693–1762), die Schwester des damaligen kurpfälzer Thronprätendenten Joseph Karl von Pfalz-Sulzbach als Nonne lebte, die General Efferen auch um Entsendung einer Priorin bat. Nach seinem Tod wurde das Projekt eines Heidelberger Filial-Klosters wegen Weigerung der Regierung nicht verwirklicht. Die Kölner Nonnen erbten jedoch das große Gut in Freinsheim, dessen Hauptgebäude das schon genannte,  schlossartige Retzerhaus war. Dieser Umstand wurde von großer Bedeutung für die Katholiken des Dorfes, die seit der Reformation keine eigene Kirche und keinen Pfarrer mehr besaßen. Aus Köln entsandte man 1728 den Priester Johann Jacob Creuzberg als Gutsverwalter dorthin und die Karmelitinnen ließen in ihrem neuen Haus den großen unteren Saal als katholische Dorfkirche einrichten. Mit Einverständnis des zuständigen Wormser Bischofs übte der aus Köln stammende Geistliche in Freinsheim bis 1745 die reguläre Seelsorge aus, nach seinem Weggang konnte wieder eine Pfarrei gegründet werden. Der Gutshof der Kölner Nonnen diente weiterhin als katholische Kirche des Ortes, bis 1771–1773 eine neue gebaut wurde.
Von ihrem Freinsheimer Gut vermachten die Eheleute Efferen einen Teil der Erträge auch dem Heidelberger Karmeliterkloster, welchem das dort geplante Karmelitinnenkloster unterstehen und wo später auch Seelenmessen für sie gehalten werden sollten. Im Stadtmuseum Düsseldorf befindet sich ein Messkelch den die Witwe von Efferen 1725 für eine Heidelberger Kirche (wohl für die Karmeliterkirche) gestiftet hatte.
Die restlichen Besitztümer, insbesondere die zwei Lambsheimer Schlösser erbte der schon genannte Cousin Franz Friedrich von Norprath  († 1727). Er verkaufte die Lambsheimer Liegenschaften noch 1725 an den kurpfälzer Oberstforst- und Oberstjägermeister Freiherr Ludwig Anton von Hacke.